# Vláda Lutze Schwerina von Krosigka
Vláda Lutze Schwerina von Krosigka, zvaná též flenburská vláda byla druhou a poslední vládou nacistického Německa. Byla jmenována 2. května 1945 Karlem Dönitzem, který se stal po smrti Adolfa Hitlera 30. dubna říšským prezidentem. Sídlem této prozatímní vlády bylo Flensburg-Mürwik, které leží u hranic s Dánskem. Jejím cílem bylo dohlížet na realizaci Aktu bezpodmínečné kapitulace nacistického Německa za německou stranu, který nacistické Německo podepsalo už 7. května 1945. Vláda existovala do 23. května 1945, kdy byli všichni členové vlády zatčeni; její činnost následně přebraly spojenecké okupační úřady.

## Činnost vlády
Adolf Hitler ve své závěti jmenoval admirála Dönitze říšským prezidentem a spolu s ním i říšského kancléře a další členy vlády. Ti se však funkcí nikdy neujali, protože o tři dny později jmenoval Dönitz novou vládu. Vzhledem k vývoji války usiloval o vytvoření vlády, jež by byla vnímána jako nadstranická a legitimní, s cílem zajistit její případné mezinárodní uznání. Tato vláda měla mít technokratický charakter a distancovat se od zločinů nacistického režimu. Dönitz odmítl spolupráci zejména s Heinrichem Himmlerem a Joachimem von Ribbentropem. Vláda byla jmenována 2. května 1945 v budově školy námořních kadetů v Mürwiku, části města Flensburgu poblíž dánských hranic. Říšským kancléřem se stal Lutz hrabě Schwerin von Krosigk, jenž zároveň převzal ministerstva zahraničních věcí a financí. Karl Dönitz si kromě funkce říšského prezidenta ponechal ministerstvo obrany a vrchní velení nad ozbrojenými silami. Admirála Hanse-Georga von Friedeburga jmenoval vrchním velitelem Kriegsmarine a zbytkům Luftwaffe měl velet Robert rytíř von Greim. Zahraničněpolitickým cílem flensburgské vlády bylo získání mezinárodního uznání, zejména ze strany západních Spojenců, a udržení kontroly nad oblastí Šlesvicko-Holštýnska. Dönitzova politika počítala s vyjednáváním pouze s vojenskými představiteli USA a Velké Británie ohledně dílčích kapitulací na západní frontě. Východní fronta měla být dále bráněna s cílem minimalizovat sovětskou okupaci německého území. Strategickým záměrem bylo dosáhnout co největšího počtu kapitulací do rukou západních Spojenců a potenciálně vyvolat rozkol mezi nimi a Sovětským svazem. Tyto cíle se však ukázaly jako nerealizovatelné. Přestože Dönitz 5. května zastavil ponorkovou válku proti západním Spojencům a došlo k některým personálním změnám ve velení, Spojenci jednoznačně trvali na bezpodmínečné kapitulaci. Flensburgská vláda nezískala mezinárodní uznání a ocitla se v politické izolaci. Bezpodmínečná kapitulace německých ozbrojených sil byla podepsána generálem Alfredem Jodlem 7. května v Remeši a potvrzena o den později v Berlíně-Karlshorstu. I po tomto aktu však flensburgská vláda formálně pokračovala ve své činnosti. Město Flensburg nadále vykazovalo znaky nacistického režimu – ulice byly vyzdobeny nacistickými symboly, ozbrojené jednotky zajišťovaly pořádek a Karl Dönitz se veřejně prezentoval jako legitimní hlava státu. Využíval i místní rozhlasovou stanici, prostřednictvím které prohlásil, že setrvá ve funkci do zvolení nového vůdce. Vojáci SS nadále používali pozdrav „Heil Dönitz“. Vzhledem k těmto okolnostem sovětské velení požadovalo zásah proti této vládě. Dne 23. května 1945 byl Karl Dönitz, spolu s Alfredem Jodlem, zatčen při schůzce na parníku Patria. V ten samý den vstoupily do Flensburgu jednotky britské 11. obrněné divize a zatkly členy vlády, úředníky a vojenský personál. Celkem bylo zadrženo přibližně 300 osob, které byly následně internovány v zařízení v Bad Mondorfu.

## Členové vlády
| Vláda Lutze Schwerina von Krosigka 2. květen 1945 – 23. květen 1945 | Vláda Lutze Schwerina von Krosigka 2. květen 1945 – 23. květen 1945 | Vláda Lutze Schwerina von Krosigka 2. květen 1945 – 23. květen 1945 |
| ------------------------------------------------------------------- | ------------------------------------------------------------------- | ------------------------------------------------------------------- |
| ministerský předseda                                                | Lutz Schwerin von Krosigk                                           | NSDAP                                                               |
| zahraničí                                                           | Lutz Schwerin von Krosigk                                           | NSDAP                                                               |
| vnitro                                                              | Wilhelm Stuckart                                                    | NSDAP                                                               |
| finance                                                             | Lutz Schwerin von Krosigk                                           | NSDAP                                                               |
| hospodářství                                                        | Albert Speer                                                        | NSDAP                                                               |
| justice                                                             | Otto Thierack                                                       | NSDAP                                                               |
| pošty                                                               | Julius Dorpmüller                                                   | NSDAP                                                               |
| doprava                                                             | Julius Dorpmüller                                                   | NSDAP                                                               |
| výživa                                                              | Herbert Backe                                                       | NSDAP                                                               |
| zbrojení a válečná výroba                                           | Albert Speer                                                        | NSDAP                                                               |
| práce                                                               | Franz Seldte                                                        | NSDAP                                                               |